# Миодраг Миле Богдановић
Миодраг Миле Богдановић (Београд, 10. септембар 1923 — Београд, 7. март 2012) био је српски певач народних и староградских песама.

## Биографија
Миле Богдановић је рођен 10. септембра 1923. године у улици Краљице Наталије, од мајке Олге и оца Бојана. Имао је старију браћу Милорада и Јована, као и млађу сестру Паву. Када је био четврти разред основне школе, као дете, први пут је запевао преко таласа предратног Радио Београда који се тада налазио у згради Српске Академије Наука и уметности у Кнез Михајловој улици на петом спрату.

## Каријера
После ослобођења, Миодраг Миле Богдановић се активно укључује са другим певачима у стварање радио - програма.
Репертоар су чиниле народне, градске и тада незаобилазне песме инспирисане Народно ослободилачком борбом. На Никољдан 19. децембра 1944. године, Миле је први пут запевао у програму, и то песму Тихо ноћи. Од тада, неуморно је сакупљао и изводио изворне народне и староградске песме и романсе, па је у репертоару имао преко 1500 песама. На тај начин је забележио и сачувао од заборава многе песме и тако постане чувар нашег народног блага.
Уследили су даљи позиви, тако да је његово певање на радију било редовно у живим наступима до 1954. године, а онда је уследила ера снимања музике што је певачима једним делом олакшало посао.
Миле Богдановић је сарађивао са многим оркестрима, мада је волео да издвоји два, а то су НО под управом Властимира Павловића Царевца и ТО Максе Попова. Колеге и композитори су га посебно ценили. Незаобилазне су приче о маратонима у натпевавању Милета и Цунета. Композитор Жарко Петровић дао је баш Милету Богдановићу своје најлепше песме, попут Серенаде о Београду.
Каријера Миодрага Милета Богдановића обиловала је различитим животним активностима на многим пољима: музичком, хуманом, спортском, списатељском, градитељском... Печат његовом битисању ипак је дала музика, народна и староградска и то она права.
У историји југословенске естраде остаће запамћено чувено натпевавање са Цунетом Гојковићем 26. марта 1971. године у хотелу "Југославија". У певачком двобоју (преко радија је текао пренос уживо), названом "Ко зна више", а које је трајало више од 15 сати, победу је однео Предраг Цуне Гојковић резултатом 43:42 и понео титулу најбољег познаваоца песама.

## Занимљивости
Иако осведочених певачких квалитета, радни стаж започео је у Београдском водоводу, да би касније прешао у Радио Телевизију Београд на место директора инвестиција и изградње. Много је успешно реализованих пројеката остало за њим, посебно у сегменту емисионе технике и предајника.
Успешно се бавио и сликарством, радио је пејзаже акварел техником и имао је неколико изложби у Београду и у Србији. Волео је и фудбал: један је од оснивача ФК Црвена звезда 1945. године и њен први центарфор. 
Био је учитељ и промотер бројних певача: Александар Аца Трандафиловић, Предраг Живковић Тозовац, Тома Здравковић, Зора Дремпетић, Живан Милић, Ђорђе Марјановић...
У време најактивнијег учешћа Миодрага Богдановића у музичком животу земље, пријатељство са доживотним председником СФРЈ - Јосипом Брозом Титом, код кога је Миле често одлазио, је помогло да се, док је био на челу Удружења естрадних уметника Југославије, избори за социјално осигурање чланова и њихових породица. На томе су му многе колеге биле бескрајно захвалне.
Од 2000. године написао је четири књиге: Тихо ноћи, Песма и прохујале године, Завичају мили крају и Ноћи и зоре Београда.

## Фестивали
Београдско пролеће:
- Ах, кад тебе љубит' не смем (Вече старе градске песме), '76
- Сусрет (Вече градске песме), '79
- Снове снивам (Вече нове градске песме), '81

## Дискографија

### Албуми
- 1972. Давно је то било (Југотон)
- 1974. Бледи месец - тужна је недеља (ПГП РТБ)
- 1975. Неверна је моја драга (Југотон)
- 1979. На те мислим (ПГП РТБ)
- 1981. Предраг Гојковић Цуне и Миле Богдановић - Ко зна више (Сарајево Диск)
- 1985. Липи мој Јадране плави (ПГП РТБ)
- 1986. Београд стари, Београд нови (ПГП РТБ)
- 1989. На крају града (ПГП РТБ)

## Награде и одликовања
Миодраг Миле Богдановић је објавио више аутобиографских и стручних књига из области народне и староградске музике. За допринос српској култури и уметности добио је више државних одликовања, међу којима су Вукова награда и Златни беочуг.